# Gürhan Gürsoy
Gürhan Gürsoy (Kărdžali, 24 settembre 1987) è un ex calciatore turco, di ruolo centrocampista.

## Carriera

### Club
Ha giocato nella prima divisione turca.

### Nazionale
Ha partecipato ai Mondiali Under-20 del 2005.

## Palmarès

### Club

#### Competizioni nazionali
- Campionato turco: 1

Fenerbahce: 2004-2005
- Supercoppa di Turchia: 1

Fenerbahce: 2007